# رویال اکسچینج، منچستر
رویال اکسچینج، منچستر (انگلیسی: Royal Exchange, Manchester) یک ساختمان درجه دوم ثبت‌شده در منچستر، انگلستان است. این بنا در مرکز شهر در زمین محدود شده به خیابانسنت آن، خیابان اکسچینج، خیابان مارکت، خیابان کراس و خیابان اولد بانک واقع شده‌است. این مجموعه شامل تئاتر رویال اکسچینج و مرکز خرید رویال اکسچینج است.